# Martha's Vineyard
Martha's Vineyard (compresa la vicina isola di Chappaquiddick) è un'isola degli Stati Uniti d'America, nel Massachusetts, vicino alla costa meridionale di Capo Cod. La superficie è di 231,75 km². Viene anche indicata come "the Vineyard".

## Descrizione
L'isola è la parte maggiore della contea di Dukes (costituita, per il resto, da Cuttyhunk, dalle altre Elizabeth Islands e dall'isola di Nomans Land). L'isola è nota soprattutto come luogo di villeggiatura estiva, anche se la popolazione stanziale è aumentata molto, a partire dagli anni sessanta. Nel cimitero della città, l'Abel's Hill Cemetery, è sepolto il famoso attore comico John Belushi.
Martha's Vineyard è nota anche per essere stata il set del celebre film di Steven Spielberg, Lo squalo (1975), con il nome di Isola di Amity, ed è stata ambientazione del film di Roman Polański, L'uomo nell'ombra (2010). L'isola è stata inoltre il set di un episodio della serie TV Una mamma per amica, in quanto sede della seconda casa di Logan, il fidanzato di Rory, oltre ad essere apparsa in una puntata de I Griffin. La cittadina è stata anche teatro dell'incidente aereo che, nel 1999, portò alla morte di John Fitzgerald Kennedy Jr., figlio di John Fitzgerald Kennedy, e di sua moglie Carolyn.
L'isola, vista la complessità sociale e geografica sufficiente a fornire ampio spazio per la differenziazione del comportamento linguistico, e data la sua lontananza di circa tre miglia dalla terraferma, fu scelta da William Labov come laboratorio di inchiesta preliminare sui modelli sociali nel mutamento linguistico.

## L'isola dei sordi

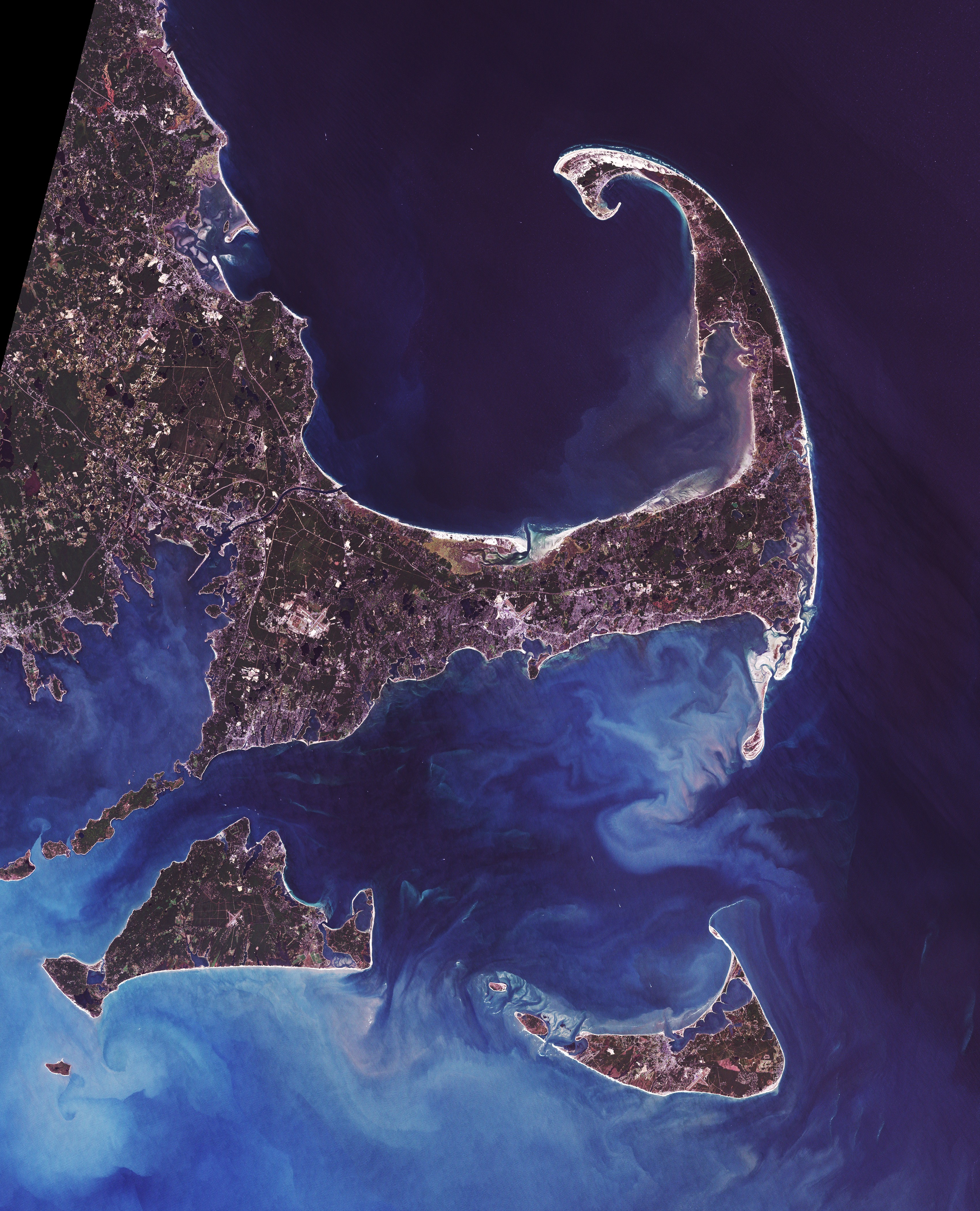
Vista satellitare dell'isola.

Martha's Vineyard è inoltre famosa perché nel corso dell'Ottocento circa lo 0,7% della popolazione era affetta da sordità, una percentuale di circa 20 volte superiore la media nazionale dell'epoca. La cosa rimase del tutto inspiegabile per molto tempo, poiché il responsabile della malattia era l'allele recessivo di un gene per l'udito, allele che determinava la sordità.
Questo allele si era diffuso nella popolazione dell'isola a causa del cosiddetto effetto del fondatore: l'isola era stata colonizzata da pochissime famiglie, i cui membri in breve tempo si erano uniti fra loro procreando una popolazione con un'anomala prevalenza dell'allele recessivo. Per l'abitudine dei protestanti di sposarsi fra consaguinei, la popolazione sorda aumentò considerevolmente. Inoltre l'isola era del tutto indipendente, e i collegamenti con la madrepatria erano molto difficoltosi a causa delle cattive condizioni del mare.
La patologia era così diffusa che a Martha's Vineyard essere sordi non era un handicap: moltissimi abitanti conoscevano la lingua dei segni di Martha's Vineyard, un dialetto della lingua dei segni americana, sviluppatosi proprio sull'isola, e lo usavano regolarmente anche fra persone udenti cosicché anche i sordi potessero lavorare regolarmente, si sposassero e avessero figli.
Quando le leggi di Mendel vennero alla luce, alla fine dell'Ottocento, e con esse la correlazione fra malattia e allele recessivo, la comunità scientifica riuscì finalmente a dare una spiegazione alla diffusione della sordità nell'isola e a trovare una soluzione: se le leggi di Mendel erano vere, sarebbe bastato favorire nuovi flussi migratori verso l'isola, in maniera tale da permettere l'ingresso di persone che, unendosi agli abitanti, avrebbero generato bambini non sordi. Già a metà del Novecento a Martha's Vineyard la percentuale della popolazione sorda era simile alla media nazionale.